# راشتریه سویم سیوک سنگه

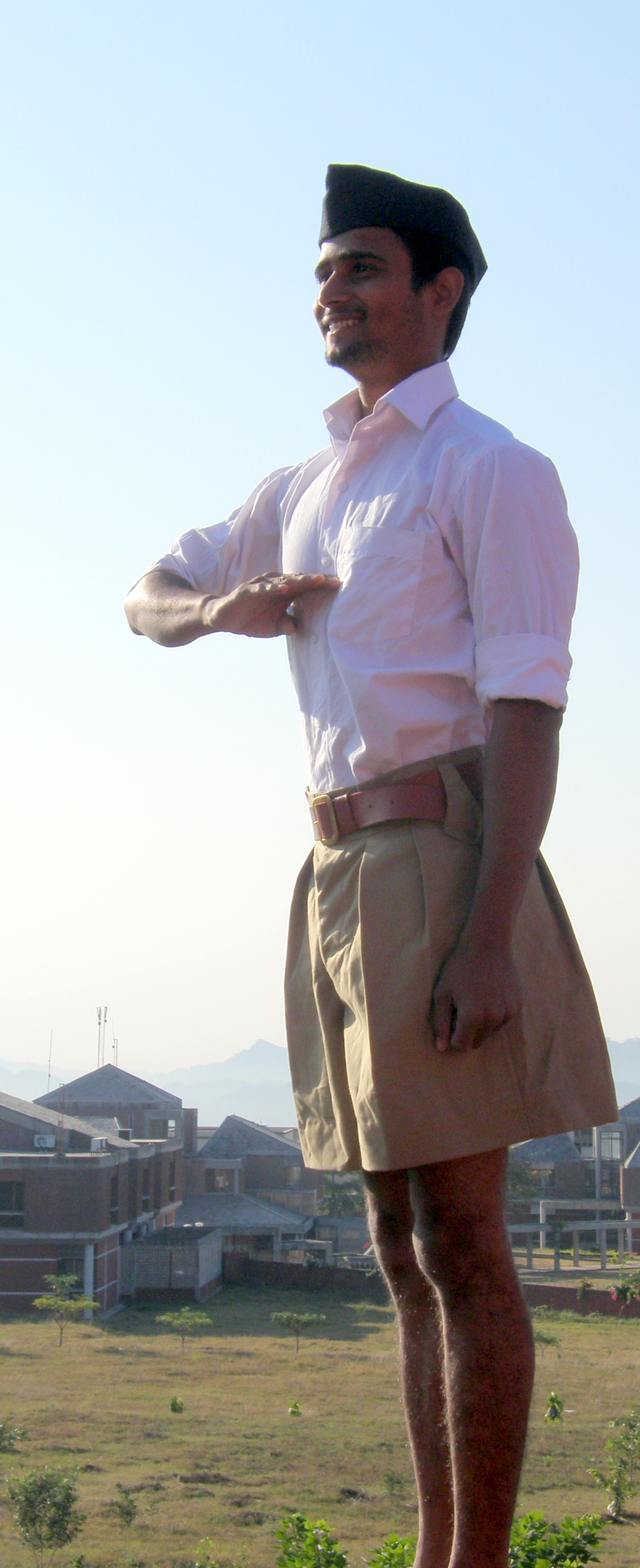
یک عضو داوطلب آر.اس. اس

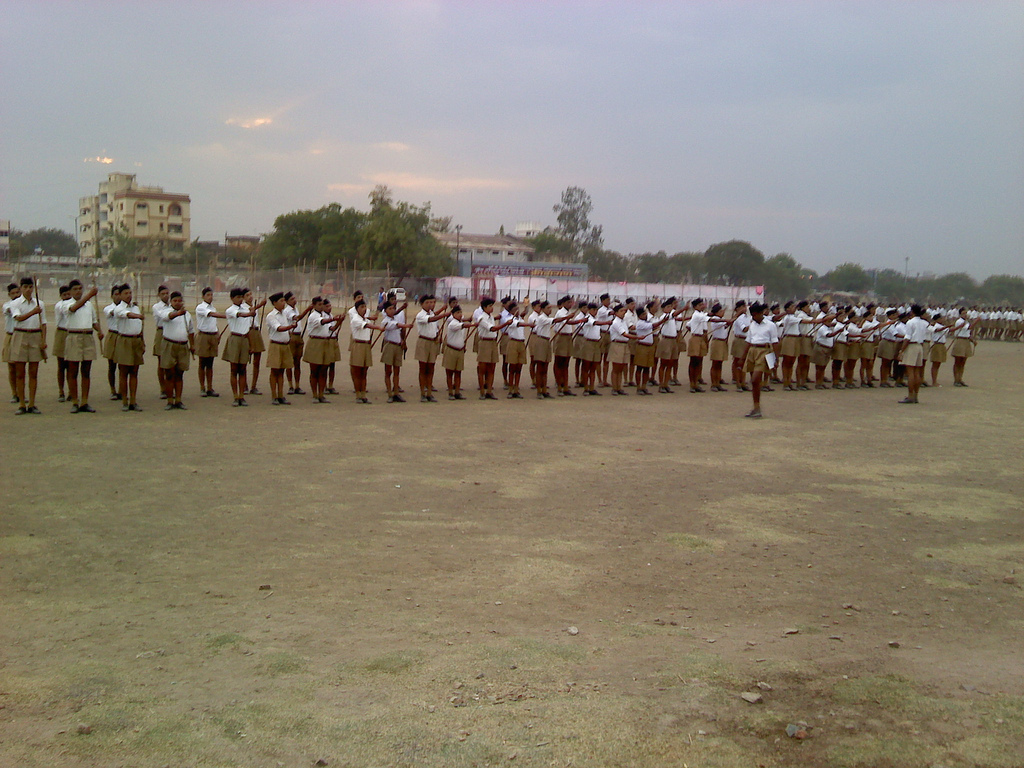
گروه آر.اس. اس درحال تمرین برای مقابله با جمعیت مسلمانان هند و قلمرو آکاند بهارات

راشتریه سویم سیوک سَنگْهْ (به انگلیسی: Rashtriya Swayamsevak Sangh) با سرواژهٔ آراس‌اس (به انگلیسی: RSS)(IAST: Rāṣṭrīya Svayamsevaka Saṅgha, IPA: [rɑ:ʂˈʈri:j(ə) swəjəmˈse:vək ˈsəŋɡʱ], lit. «سازمان ملی داوطلبی» یا «سازمان ملی میهن‌پرستی») یک سازمان داوطلبی شبه‌نظامی، ملی‌گرای‌ هندو و راست‌گرای هندی است که به‌طور گسترده شاخهٔ عملیاتی حزب بهاراتیا جاناتا، حزب فعلی حاکم هند، شناخته می‌شود. آراس‌اس رهبر شبکه بزرگی از سازمانها به نام «سنگه پریوار» است که در همه بخش‌های جامعه هند حاضرند. با ۶ میلیون عضو بزرگترین سازمان غیردولتی در جهان است. این سازمان، حکم بسیج مردمی را دارد و از افراد داوطلب و میهن‌پرست تشکیل می‌شود که به باورهای پیش از حمله نادرشاه به هند که باعث ورود ادیان سامی به هندوستان شد ، پای‌بند هستند. تحت فشارهای این گروه، مجلس هندوستان طرح جلوگیری از مهاجرت مسلمانان به هندوستان را اجراء کرد که از سال ۲۰۲۰ به بعد، هیچ مسلمانی نمی‌تواند به هندوستان مهاجرت کند.

## دیدگاه‌های رهبران آر.اس. اس
در سال ۲۰۱۴ رهبر آر.اس. اس ورود اسلام به هندوستان را با عنوان «حملهٔ اسلام» نام برد و گفت: «حملهٔ اسلام به هندوستان عامل ایجاد فرقه‌ها و درگیری‌های قومی در این کشور شده‌است.»
در سال ۲۰۱۵ سورِش سونی یکی از رهبران آر.اس. اس بیان داشت که ادیان سامی دلیل گرمایش زمین هستند.
در سال ۲۰۱۸ رهبر آر.اس. اس در مصاحبه با تلویزیون رسمی هندوستان اعلام کرد که «هندوها سزاوار احترام هستند زیرا مردم هندو بومی‌های کشور هندوستان هستند ولی مسلمانان مهاجم به این کشور هستند.